# Rio Haitii
O Rio Haitii é um rio da Romênia, afluente do Neagra Şarului, localizado no distrito de Suceava.